# Mário Haberfeld
Mário Haberfeld (* 25. Januar 1976 in São Paulo) ist ein ehemaliger brasilianischer Automobilrennfahrer. 1998 gewann er die britische Formel-3-Meisterschaft. Anschließend war er von 1999 bis 2002 in der internationalen Formel-3000-Meisterschaft und von 2003 bis 2004 in der Champ-Car-Serie aktiv.

## Karriere
Haberfeld begann seine Motorsportkarriere 1991 im Kartsport, in dem er bis 1993 aktiv war. In seiner Karriere nahm er weiterhin an einigen Kartrennen teil und gewann 2001 und 2003 die 500 Milhas de Granja Viana. 1994 wechselte Haberfeld in den Formelsport und wurde in seiner ersten Saison Elfter der britischen Formel Ford. In der folgenden Saison blieb der Brasilianer in dieser Rennserie und verbesserte sich auf den vierten Gesamtrang. Außerdem wurde er hinter Kevin McGarrity Zweiter beim Formel Ford Festival.
1996 wechselte Haberfeld zu Manor Motorsport in die europäische Formel Renault und wurde mit einem Sieg Fünfter in der Meisterschaft. Für die Saison 1997 wurde der Brasilianer von Martin Donnelly Racing für die britische Formel-3-Meisterschaft unter Vertrag genommen. Er entschied zwei Rennen für sich und belegte in der Meisterschaft den sechsten Platz. 1998 bestritt Haberfeld seine zweite Saison in der britischen Formel-3-Meisterschaft für Paul Stewart Racing, wo er Teamkollege von Luciano Burti wurde. Der Brasilianer gewann in diesem Jahr sechs Rennen und sicherte sich den Meistertitel vor seinen Landsmännern Enrique Bernoldi und Burti.
1999 wurde er von West Competition für die Formel 3000 unter Vertrag genommen und wurde Teamkollege von Nick Heidfeld. Die Saison verlief für Haberfeld sehr enttäuschend: Während Heidfeld dominant den Meistertitel für sich entschied, konnte sich der Brasilianer nur für die Hälfte der Rennen qualifizieren und blieb die gesamte Saison mit einem 14. Platz als bestes Resultat ohne Punkte. 2000 wechselte er zu Fortec Motorsport, wo er mit Alexander Scheld wieder einen deutschen Teamkollegen erhielt. Haberfeld gelang zwar nun bei jedem Rennen die Qualifikation und er war schneller als Scheld, er blieb allerdings weiterhin ohne Punkte. Bezeichnend war, dass Jamie Davies, der Haberfeld für zwei Rennen vertrat, im selben Team einen zweiten Platz erzielte.
Für die 2001 erhielt Haberfeld als Teamkollege von Mark Webber ein Cockpit bei Super Nova Racing. Mit einem vierten Platz in Barcelona schaffte er in diesem Jahr seine erste und in dieser Saison einzige Punkteplatzierung. Am Saisonende belegte er den 15. Gesamtrang. Abermals wurde seine Leistung von seinem Teamkollegen, der Vizemeister wurde, in den Schatten gestellt. 2002 bestritt der Brasilianer seine vierte Saison in der Formel 3000 und startete an der Seite von Rob Nguyen für das Team Astromega. Zum ersten Mal in seiner Formel-3000-Karriere konnte er regelmäßig Punkte erzielen und mit einem dritten und einem zweiten Platz schaffte er zweimal den Sprung aufs Podium. Am Saisonende belegte er den siebten Platz in der Fahrerwertung.
2003 verließ Haberfeld die Formel 3000 und wechselte in die CART-Serie zu Conquest Racing. Mit einem vierten Platz als bestes Resultat belegte er am Saisonende den zwölften Gesamtrang. 2004 blieb der Brasilianer in der CART-Serie, die inzwischen in Champ Car umbenannt worden war. Er trat für Walker Racing an und erzielte erneut einen vierten Platz als bestes Resultat. In der Gesamtwertung belegte er den 13. Platz.
Nachdem er 2005 in keiner Rennserie an den Start gegangen war, trat er 2006 in der Grand-Am Sports Car Series an. Haberfeld gewann ein Rennen und belegte den 13. Gesamtrang. Anschließend trat er für Embassy Racing 2007 in einem Radical SR9 und 2008 in einem Embassy WF01 noch zu insgesamt drei Rennen der Le Mans Series an. 2007 erzielte er in Interlagos mit Platz zwei in der Klasse LMP2 eine Podestplatzierung.

## Statistik

### Karrierestationen
- 1991–1993: Kartsport
- 1994: Britische Formel Ford (Platz 11)
- 1995: Britische Formel Ford (Platz 4)
- 1996: Europäische Formel Renault (Platz 5)
- 1997: Britische Formel-3-Meisterschaft (Platz 6)
- 1998: Britische Formel-3-Meisterschaft (Meister)
- 1999: Internationale Formel-3000-Meisterschaft
- 2000: Internationale Formel-3000-Meisterschaft
- 2001: Internationale Formel-3000-Meisterschaft (Platz 15)
- 2002: Internationale Formel-3000-Meisterschaft (Platz 7)
- 2003: CART (Platz 12)
- 2004: Champ Car (Platz 13)
- 2006: Grand-Am Sports Car Series (Platz 13)
- 2007: Le Mans Series (Platz 15)
- 2008: Le Mans Series (Platz 19)